# Comuna Kordîșivka, Kozeatîn
Kordîșivka (în ucraineană Кордишівка) este o comună în raionul Kozeatîn, regiunea Vinnița, Ucraina, formată din satele Kordîșivka (reședința), Korolivka și Prușînka.

## Demografie
Componența lingvistică a satului Kordîșivka
     Ucraineană (99,69%)
     Alte limbi (0,31%)
Conform recensământului din 2001, majoritatea populației satului Kordîșivka era vorbitoare de ucraineană (99,69%), existând în minoritate și vorbitori de alte limbi.